# Rosa Chemical

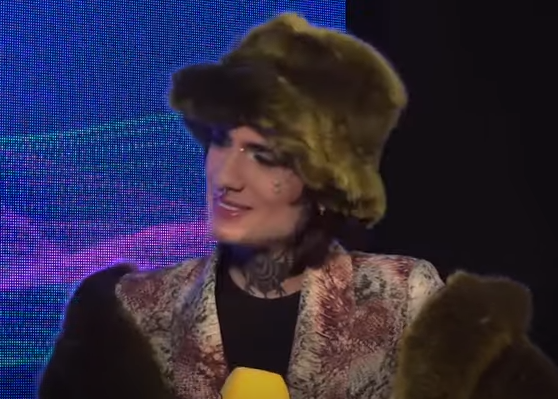
Rosa Chemical, 2023

Rosa Chemical (* 30. Januar 1998 als Manuel Franco Rocati in Rivoli, Metropolitanstadt Turin) ist ein italienischer Rapper.

## Karriere
Der Rapper aus Grugliasco (nach anderen Angaben Alpignano) wählte seinen Künstlernamen als Anspielung auf den Vornamen seiner Mutter (Rosa) und die Band My Chemical Romance. Als bedeutenden künstlerischen Einfluss nennt er Bad Bunny. Er begann seine Karriere 2018 in Zusammenarbeit mit dem Produzenten Madz Romance. Neben der Musik war er auch als Model für Gucci tätig. Ab 2019 arbeitete er mit dem Produzenten Greg Willen zusammen. In diesem Jahr legte er mit Okay Okay!! seine erste EP vor und war auf dem Debütalbum von FSK Satellite zu hören.
Mit den Singles Alieno und Polka kündigte Rosa Chemical 2020 sein Debütalbum an, das unter dem Titel Forever bei Universal erschien. Darauf waren u. a. Rkomi, Mace und Dani Faiv zu hören. Im selben Jahr war er am Mixtape Bloody Vinyl 3 von Machete Empire Records beteiligt. 2021 veröffentlichte er nach weiteren Singles eine erweiterte Neuauflage seines ersten Albums unter dem Titel Forever and Ever. Beim Sanremo-Festival 2023 präsentierte der Rapper das Lied Made in Italy und erreichte den achten Platz. Seine Teilnahme und vor allem sein Auftritt im Finale, in dem er den Rapper Fedez auf der Bühne küsste, sorgten für Skandale in konservativen Kreisen.
Im Februar 2024 trat Rosa Chemical erneut beim Sanremo-Festival auf, diesmal als Gast der zweiten Abendshow, bei der er das Lied Made in Italy auf dem Suzuki Stage performte. Im folgenden Jahr war er als Juror in der von Amadeus moderierten Castingshow Like a Star auf dem Sender Nove (Fernsehsender) zu sehen.

## Diskografie

### Alben
| Jahr | Titel Musiklabel           | Höchstplatzierung, Gesamtwochen, AuszeichnungChartsChartplatzierungen (Jahr, Titel, Musiklabel, Platzierungen, Wochen, Auszeichnungen, Anmerkungen) | Anmerkungen                                           |
| Jahr | Titel Musiklabel           | IT | Anmerkungen                                           |
| ---- | -------------------------- | --- | ----------------------------------------------------- |
| 2020 | Forever Universal          | IT8 Gold · (11 Wo.)IT | Erstveröffentlichung: 28. Mai 2020 Verkäufe: + 25.000 |
| 2021 | Forever and Ever Universal | IT9 (8 Wo.)IT | Erstveröffentlichung: 9. April 2021                   |

### Singles (Auswahl)
| Jahr | Titel Album                  | Höchstplatzierung, Gesamtwochen, AuszeichnungChartsChartplatzierungen (Jahr, Titel, Album, Platzierungen, Wochen, Auszeichnungen, Anmerkungen) | Anmerkungen                                                                                                |
| Jahr | Titel Album                  | IT | Anmerkungen                                                                                                |
| ---- | ---------------------------- | --- | --- |
| 2020 | Polka Forever                | IT— PlatinIT | Erstveröffentlichung: 6. März 2020 Verkäufe: + 100.000; mit Thelonious B.                                  |
| 2020 | Lobby Way Forever            | IT87 (1 Wo.)IT | Erstveröffentlichung: 17. April 2020                                                                       |
| 2020 | Londra Forever               | IT58 Gold · (3 Wo.)IT | mit Rkomi Verkäufe: + 50.000                                                                               |
| 2020 | Baby Bloody Vinyl 3          | IT14 Gold · (1 Wo.)IT | Bloody Vinyl, Slait, Thasup & Young Miles feat. Rosa Chemical Verkäufe: + 35.000                           |
| 2021 | Sogni lucidi OBE             | IT33 (2 Wo.)IT | mit Mace & Carl Brave                                                                                      |
| 2021 | Britney ;-) Forever and Ever | IT52 (1 Wo.)IT | Erstveröffentlichung: 18. Februar 2021 feat. Mambolosco & Radical                                          |
| 2021 | Polka 2 :-/ Forever and Ever | IT16 Gold · (3 Wo.)IT | mit Guè & Ernia Verkäufe: + 35.000                                                                         |
| 2022 | Comincia tu –                | IT— GoldIT | Erstveröffentlichung: 5. Februar 2022 Verkäufe: + 50.000; Tananai feat. Rosa Chemical                      |
| 2023 | Made in Italy –              | IT6 ×2Doppelplatin · (20 Wo.)IT | Erstveröffentlichung: 9. Februar 2023 Verkäufe: + 200.000; mit Bdope Beitrag für das Sanremo-Festival 2023 |
| 2024 | Opera Cultura Italiana Pt.1  | IT74 (2 Wo.)IT | Erstveröffentlichung: 24. Mai 2024 Diss Gacha & Sala feat. Rosa Chemical & Greg Willen                     |

## Belege
1. 1 2  Filippo Ferrari: Rosa Chemical pensa di essere meglio di Eminem. In: Rolling Stone Italia. 22. Juni 2020, abgerufen am 21. November 2022 (italienisch).
2. ↑  Jacopo Pasqui: Rosa Chemical: biografia, discografia e contatti ufficiali. In: Boh Magazine. Abgerufen am 21. November 2022 (italienisch).
3. ↑  Chi è Rosa Chemical, da modello Gucci alle collaborazioni di Gué ed Ernia. In: Rockit.it. Abgerufen am 21. November 2022 (italienisch).
4. ↑  Il Festival di Sanremo non è piaciuto per niente alla destra. In: ilpost.it. 12. Februar 2023, abgerufen am 13. Februar 2023 (italienisch).
5. ↑  Alben von Rosa Chemical. In: Italiancharts.com. Hung Medien, abgerufen am 21. November 2022.
6. 1 2 3 4 5 6 7  Certificazioni. FIMI, abgerufen am 12. November 2024 (italienisch).
7. ↑  Archivio Top Singoli. FIMI, abgerufen am 12. Dezember 2023.

| Personendaten    | Personendaten                       |
| ---------------- | ----------------------------------- |
| NAME             | Chemical, Rosa                      |
| ALTERNATIVNAMEN  | Rocati, Manuel Franco (Geburtsname) |
| KURZBESCHREIBUNG | italienischer Rapper                |
| GEBURTSDATUM     | 30. Januar 1998                     |
| GEBURTSORT       | Rivoli, Metropolitanstadt Turin     |